# RAD5500
RAD5500 — радіаційно стійка 64-бітна процесорна платформа, створена BAE Systems Electronics, Intelligence &amp; Support на базі PowerPC e5500, розроблена IBM та Freescale Semiconductor. Наступник RAD750, процесорна платформа RAD5500 призначена для використання в середовищах з високим рівнем радіації на борту супутників та міжпланетних космічних апаратів.
Ядро RAD5500 підтримує високошвидкісні роз'єми VPX, пам'ять DDR2/DDR3, серіалізацію/десериалізацію (SerDes) та SpaceWire IO.

## Процесори
Ядро RAD5500 базується на ядрах систем-на-чіпі QorIQ від Freescale Semiconductor e5500. RAD5510, RAD5515, RAD5545, RADSPEED-HB (хост-міст) та RAD510 — це 5 процесорів системи-на-чіпі, що реалізовані з ядрами RAD5500, виготовленими за 45 нм технологією SOI від IBM Trusted Foundry.

### RAD5510 та RAD5515
Процесори RAD5510 та RAD5515 використовують одне ядро RAD5500 та призначені для середньої обчислювальної потужності в середовищах, що потребують низького енергоспоживання (11,5 та 13,7 Вт відповідно). Цей процесор забезпечує до 1,4 млрд. операцій за секунду (GOPS) та 0,9 млрд. операцій за секунду GFLOPS. RAD5515 відрізняється від RAD5510 додаванням RapidIO.

### RAD5545
Процесор RAD5545 використовує чотири ядра RAD5500, досягаючи продуктивності до 5,6 млрд. операцій за секунду (GOPS) та понад 3,7 GFLOPS. Споживання енергії становить 20 Вт з усіма працюючими периферійними пристроями.

### RADSPEED-HB (головний міст)
Базований на RAD5545, RADSPEED-HB призначений для обробки даних на хості та підтримки керування даними для одного-чотирьох цифрових сигнальних процесорів RADSPEED. RADSPEED-HB замінює вторинне інтерфейсне з'єднання пам'яті DDR2/DDR3, яке є в RAD5545, на з'єднання для цифрових сигнальних процесорів RADSPEED. (Зауважте, що цифрові сигнальні процесори RADSPEED ― це зовсім інші процесори, що спеціалізуються на цифровій обробці сигналів, і їх не слід плутати з RADSPEED-HB, який служить головний мостом).

### Однокристальна система RAD510
RAD510 рекламується як високопродуктивна та низькоенергоспоживаюча сучасна альтернатива процесорам RAD750, призначена для клієнтів, яким не потрібна продуктивність комп'ютера на базі RAD5545. На відміну від RAD5545, він, схоже, є одноядерним SoC. 

## Одноплатний комп'ютер
Одноплатний комп'ютер RAD5545 SpaceVPX призначений для використання в суворих умовах космічного середовища, розроблений для роботи при температурі від -55 °C та 125 °C та радіаційно-стійкий для загальної іонізуючої дози 100 крад (для кремнієвих мікросхем). Це модуль формату 6U-220, що відповідає стандарту ANSI/VITA 78.00 SpaceVPX, та включає процесор RAD5515 або RAD5545. Одноплатний комп'ютер RAD5545 SpaceVPX виробляється на заводі BAE Systems у Манассасі, штат Вірджинія, який є надійним джерелом мікроелектроніки категорії 1A Міністерства оборони США.